# Rastrelliger
Rastrelliger è un genere di pesci ossei marini appartenenti alla famiglia Scombridae.

## Distribuzione e habitat
Tutte le specie sono endemiche dell'Indo-Pacifico tropicale e subtropicale. R. kanagurta è presente anche se rarissimo nel mar Mediterraneo orientale a causa della migrazione lessepsiana.

## Specie
- Rastrelliger brachysoma
- Rastrelliger faughni
- Rastrelliger kanagurta[2]